# Цистатин C
Цистатин C (англ. Cystatin C, CST3, Cystatin C, Gamma-trace) — білок, який кодується геном CST3, розташованим у людей на короткому плечі 20-ї хромосоми. Довжина поліпептидного ланцюга білка становить 146 амінокислот, а молекулярна маса — 15 799. Належить до 2-ї групи генетичної родини цистатинів.
| 10         |  | 20         |  | 30         |  | 40         |  | 50         |
| ---------- |  | ---------- |  | ---------- |  | ---------- |  | ---------- |
| MAGPLRAPLL |  | LLAILAVALA |  | VSPAAGSSPG |  | KPPRLVGGPM |  | DASVEEEGVR |
| RALDFAVGEY |  | NKASNDMYHS |  | RALQVVRARK |  | QIVAGVNYFL |  | DVELGRTTCT |
| KTQPNLDNCP |  | FHDQPHLKRK |  | AFCSFQIYAV |  | PWQGTMTLSK |  | STCQDA     |

A: Аланін

C: Цистеїн

D: Аспарагінова кислота

E: Глутамінова кислота

F: Фенілаланін

G: Гліцин

H: Гістидин

I: Ізолейцин

K: Лізин

L: Лейцин

M: Метіонін

N: Аспарагін

P: Пролін

Q: Глутамін

R: Аргінін

S: Серин

T: Треонін

V: Валін

W: Триптофан

Цей білок за функціями належить до інгібіторів тіолових протеаз. Цистатин С міститься у плазмі крові людини. З організму виводиться нирками.

## Роль у діагностиці
Дослідження вказують, що рівень цистатину С у плазмі крові є більш точним маркером ниркової функції, ніж рівень креатиніну. Цистатин C на сьогодні розглядається як «золотий стандарт» визначення швидкості клубочкової фільтрації як інтегрального показника функції нирок (дослідження з інулином, хоча й ідеальне з точки зору точності, дуже складне у виконанні і не може розглядатися як рутинне дослідження у медичній практиці). На відміну від креатінину, на швидкість синтезу цистатину C не впливають такі чинники, як вік, стать, м'язова маса, характер харчування, наявність запалень в організмі. У людини нормальний рівень цистатину С у плазмі крові у віці 14 — 50 років становить 0,63-1,33 мг/л, у віці понад 50 років — 0,74-1,55 мг/л.
Усі клітини тіла, що містять ядро, продукують цистатин С зі стабільною швидкістю. Концентрація цистатину С у крові корелює зі швидкістю клубочкової фільтрації. Рівень цього білку в крові не залежить від маси тіла й зросту, від м'язової маси й статі. Підвищення рівня цистатину С після інфаркту міокарду є несприятливим прогностичним чинником, який свідчить про порушення фільтраційної функції нирок.
У ході великого тривалого дослідження було показано, що цистатин С є предиктором хронічної ниркової недостатності та серйозних серцево-судинних захворювань в людей похилого віку.

## У захворюваннях
Мутація гену цистатину С асоційована з амілоїдозом VI типу (цереброартеріальним амілоїдозом). Відкладення білку в головному мозку при цьому автосомно-домінантному спадковому захворюванні призводить до мозкових інсультів, внутрішньочерепних крововиливів, деменції.
Підвищена експресія цистатину С була виявлена у молекулярному шарі зубчастої звивини гіпокампу у 61 пацієнта з скроневою епілепсією. Максимальна експресія спостерігалася у 26 пацієнтів зі склерозом гіпокампу та дисперсією гранулярних клітин.